# Krähenscharbe
Die Krähenscharbe (Gulosus aristotelis, Syn.: Phalacrocorax aristotelis) ist ein Vogel aus der Familie der Kormorane. Vom Kormoran (Phalacrocorax carbo) unterscheiden sich Krähenscharben durch das völlige Fehlen von Weiß am Körper.

## Beschreibung
Krähenscharben erreichen eine Körperlänge von 66 bis 76 Zentimeter und eine Flügelspannweite von 122 Zentimetern. Das Hauptgefieder ist glänzend grünlich-schwarz. Auffällig ist das Brutkleid: Die Scheitelfedern sind dann verlängert und bilden einen nach vorn gedrehten Schopf.
Schnabel und Füße der Krähenscharbe sind schwarz gefärbt, die nackte Haut um den Schnabel ist gelb und auf der Kehle schwarz mit gelben Tupfen.

## Verbreitung

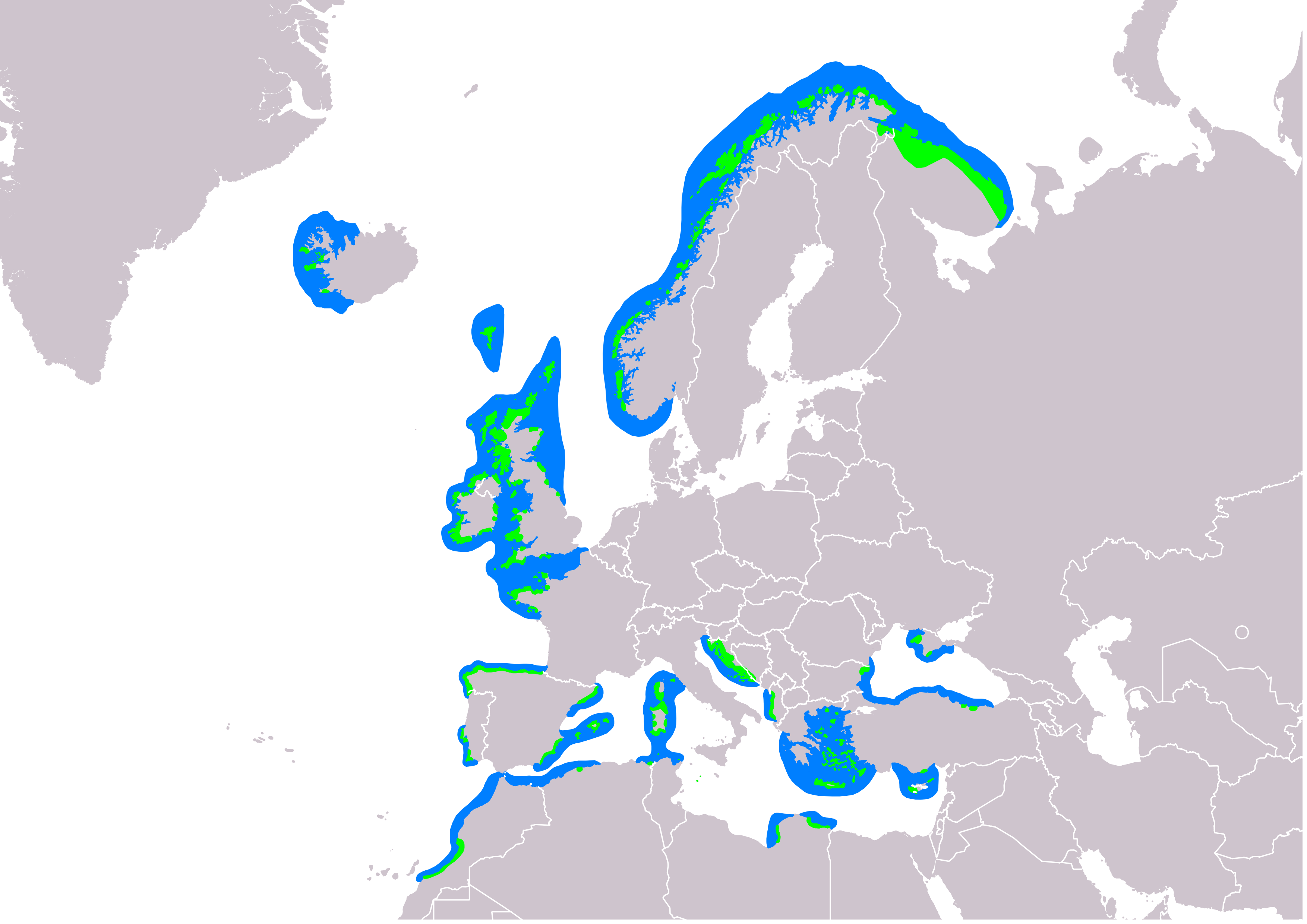
Verbreitungsgebiete der Krähenscharbe:
Brutgebiete
Überwinterungsgebiete

Drei gering differenzierte Unterarten werden unterschieden: Die Nominatform Gulosus aristotelis aristotelis kommt im Norden und Westen Europas vor. Die Unterart G. a. riggenbachi besiedelt den Nordwesten Afrikas und die Unterart G. a. desmarestii besiedelt das Mittelmeer und das Schwarze Meer.
In Mitteleuropa ist die Nominatform alljährlich und die Unterart G. a. desmarestii gelegentlicher Gastvogel. Sie kommt einzeln oder in kleinerer Zahl an der Nordseeküste Belgiens, der Niederlande und Deutschlands vor und ist außerdem in der Deutschen Bucht um Helgoland gelegentlich zu beobachten.
Die Art ist ein Standvogel und Teilzieher. Größere Streuungswanderungen zeigen die Kolonien im Norden Europas. Dies ist vermutlich auf stärkere Nahrungs- und Witterungseinflüsse zurückzuführen. Insbesondere Nahrungsengpässe können eine massierte Abwanderung zur Folge haben. Einzelne Krähenscharben werden jedoch auch durch Stürme verschlagen.

## Fortpflanzung
Die Männchen der Krähenscharbe brüten erstmals mit drei, die Weibchen mit vier Jahren. Sie führen eine monogame Saisonehe, wobei jedoch Brutverlust zu einem Partnerwechsel führen kann. Bei einer Untersuchung zur Partnerstabilität trennte sich jährlich rund jedes dritte Paar. Das Nest befindet sich in felsigen Küstenbereichen. Krähenscharben brüten in Kolonien, jedoch zeigen sie größere Nestabstände als Kormorane. Das Nistmaterial wird meist vom Männchen eingetragen, beide Elternvögel verbauen es.
Die Legezeit fällt in den März/April bis Mai/Juni. Die Gelege umfassen zwischen einem und sechs Eier, die meisten Gelege haben drei Eier. Der Brutbeginn ist ab dem zweiten Ei. Beide Elternvögel brüten und füttern und die Nestlingszeit beträgt durchschnittlich 53 Tage. Die Jungvögel werden auch nach dem Verlassen des Nestes von den Elternvögel mindestens zwanzig Tage weiter gefüttert.

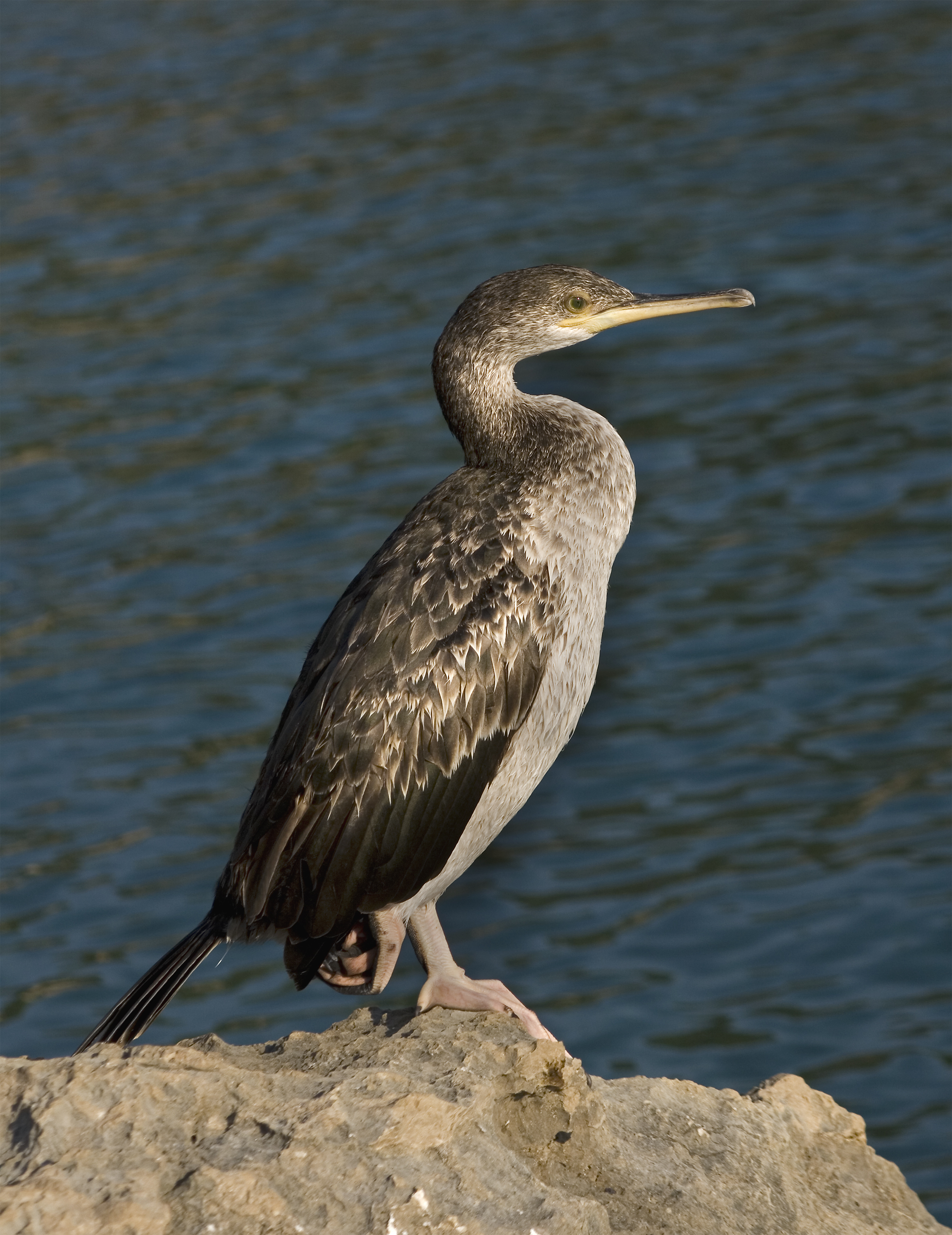
Junge Krähenscharbe auf der Insel Cres, Kroatien
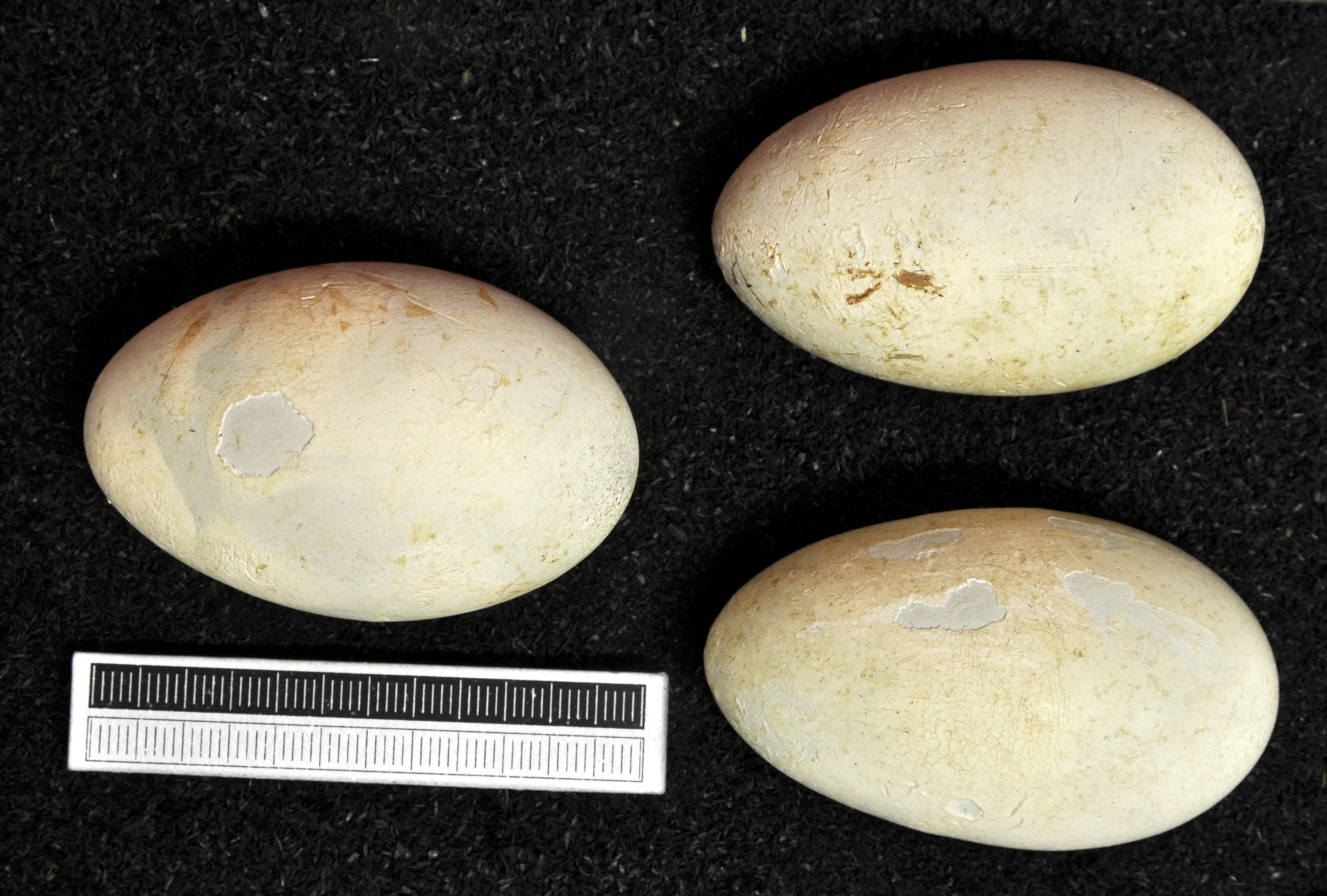
Gelege, Sammlung Museum Wiesbaden
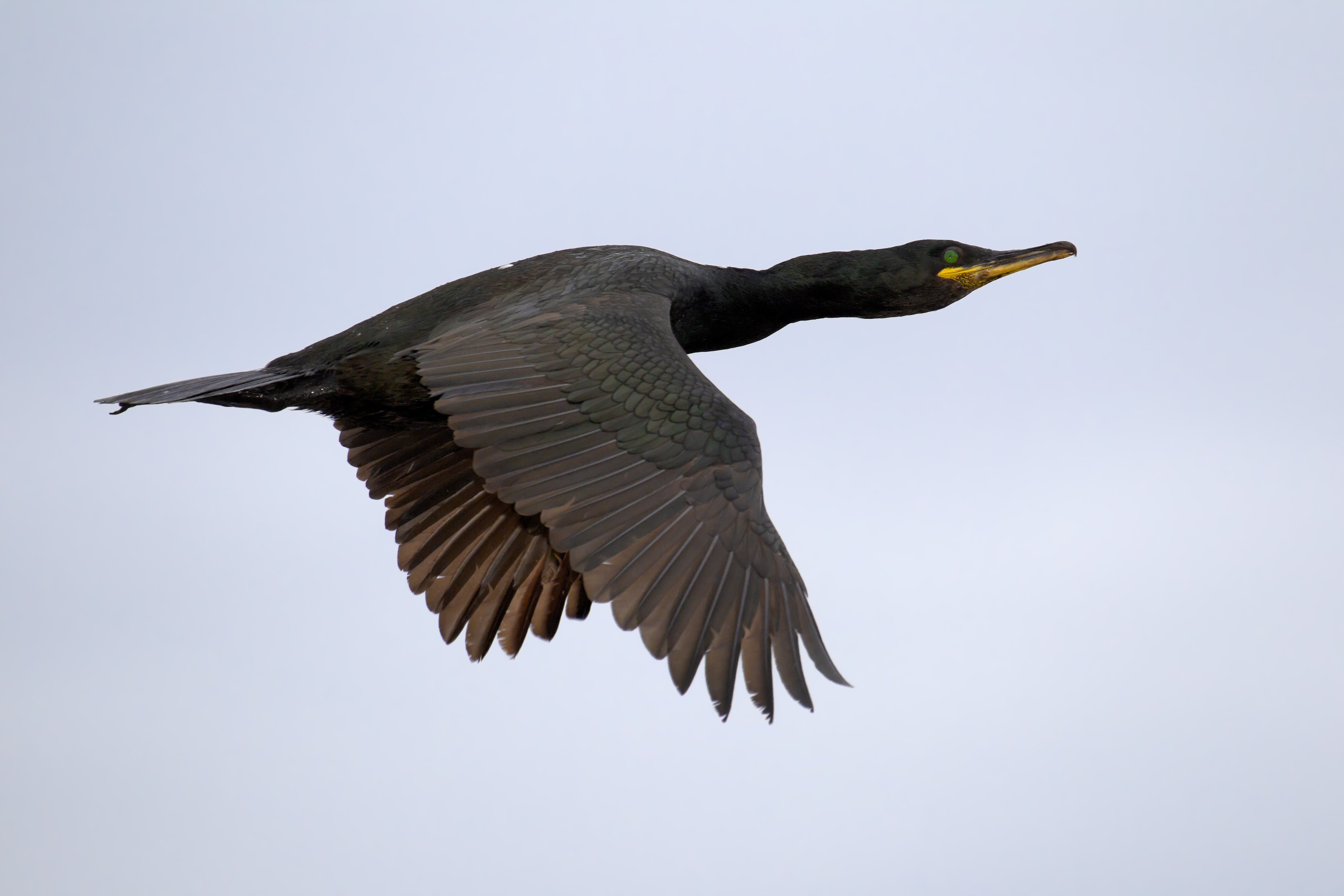
Flugbild einer Krähenscharbe
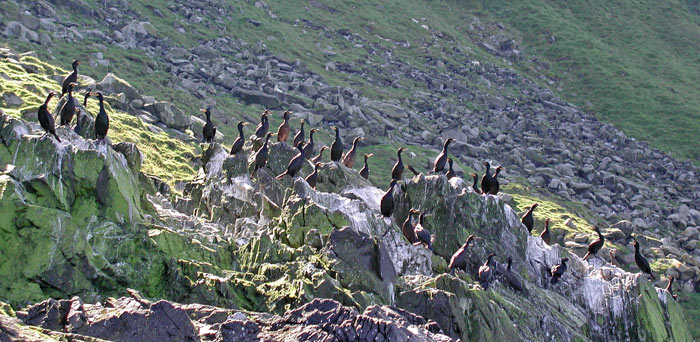
Krähenscharben auf der norwegischen Vogelinsel Runde
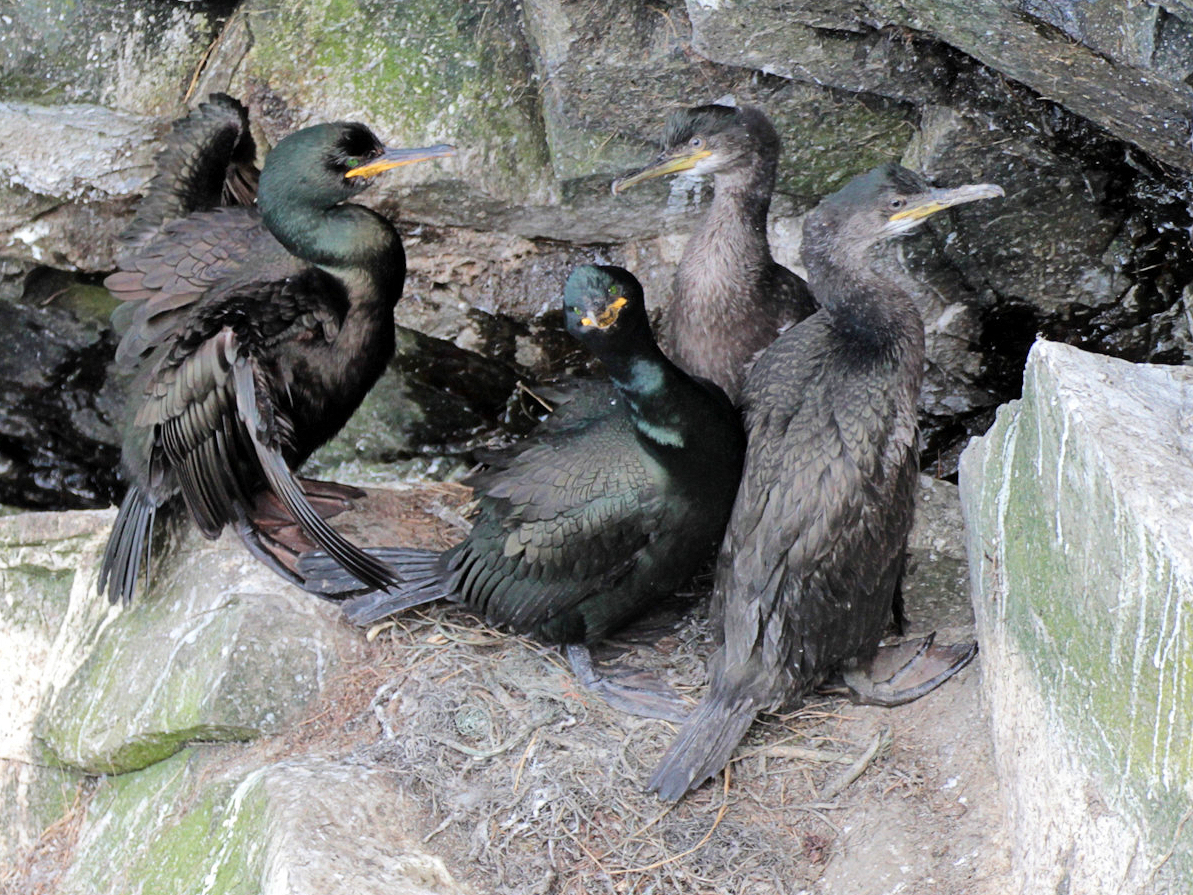
Krähenscharben-Nest mit zwei Jungtieren auf Mousa, Shetland